# Wendigo (cómic)
Wendigo (ocasionalmente: Wen-Di-Go) es un monstruo ficticio que aparece en los cómics estadounidenses publicados por Marvel Comics. El personaje de Marvel se basa en la leyenda Wendigo de los pueblos algonquinos. El monstruo apareció por primera vez en The Incredible Hulk # 162 (abril de 1973), creado por el escritor Steve Englehart y el artista Herb Trimpe, luchando contra el Incredible Hulk en la primera aparición de cómic de Wendigo.
El Wendigo no es una persona específica, sino que es la manifestación de una maldición que puede golpear a cualquiera que cometa un acto de canibalismo en los bosques del norte de Canadá. Originalmente, solo una persona puede convertirse en Wendigo en ese momento, lo que ha llevado a que un Wendigo se cure si otra persona recibe la maldición. En años posteriores se reveló que una manada de Wendigos vivía en el Estrecho de Bering. En un momento dado, la maldición de Wendigo infectó a Hulk y lo convirtió en Wendihulk, aunque más tarde se curó.
Mientras que normalmente se representa como una bestia salvaje sin control, los wendigos han aparecido como parte de varios grupos de villanos, mostrando cierta moderación cuando no luchan. El personaje de Wendigo también ha aparecido en varias series de dibujos animados de Marvel.

## Historia de publicación
El Wendigo apareció por primera vez en Incredible Hulk #162 (abril, 1973), y fue creado por Steve Englehart y Herb Trimpe. Englehart recordó: "Sabía de la leyenda del Wendigo, y pensé, entre su fuerza y su triste historia, que parecía un buen oponente de Hulk."

## Biografía del personaje ficticio
Varias personas han sido afectadas por la maldición del Wendigo, incluyendo a Paul Cartier, Georges Baptiste, Francois Lartigue, Lorenzo, Mauvais y otros.
La maldición es regional de los bosques del norte de Canadá y tiene lugar, bajo las condiciones adecuadas, cuando una persona en los bosques de Canadá se alimenta de carne humana. Esta "Maldición del Wendigo" fue creada por los dioses del norte (también conocidos como "los Inua") en un esfuerzo por impedir el canibalismo humano.
El caníbal se transforma en un monstruo sobrehumano fuerte, casi indestructible, cubierto de pelos: el Wendigo. Él o ella entonces vaga por el bosque comiendo seres humanos. El Wendigo con frecuencia ha luchado contra Hulk, Wolverine, y Alpha Flight. Paul Cartier se transformó en el Wendigo, luchó contra Hulk, y escapó. Se enfrentó a Hulk de nuevo y se encontró con Wolverine, y luego luchó contra Hulk y Wolverine; Paul Cartier fue curado como el profesor universitario. Georges Baptiste se convirtió en el Wendigo.
Más tarde aterrorizó a un grupo sitiado por la nieve. Se enfrentó a Wolverine, Nightcrawler, y los miembros de Alpha Flight; el Wendigo de Baptiste fue capturado y curado por el Chamán, aunque Baptiste es arrestado por el Departamento H.
El cazador de pieles, Francois Lartrigue más tarde se transformó en Wendigo, luchó contra Hulk cuando Bruce Banner tropezó con una cabaña de su propiedad, y Sasquatch, y fue llevado para ser curado por el Chamán.
Un Wendigo luchó contra el Hombre Lobo en un número de Marvel Comics Presents. Sus apariciones más frecuentes fueron en la serie limitada Sabretooth: Open Season #1-4 donde Dientes de Sable fue contratado para matar a una criatura Wendigo, lográndolo finalmente. Unos años más tarde, un nuevo Wendigo emerge, lo que lleva a una pelea con Wolverine y Hulka. Un superhéroe canadiense local, Talismán, llega y dice tener una cura mágica para la condición del Wendigo, pero los agentes de S.H.I.E.L.D. no la dejan pasar hasta que finalmente confirman su identidad. Después de una larga batalla, el Wendigo es derrotado por un ataque combinado de sus dos oponentes, y puesto bajo custodia de SHIELD.
En King Size Hulk #1, se revela que una manada de Wendigo existen en el Estrecho de Bering después de que el Hulk Rojo es atacado por un Wendigo, atraído por su fogata mientras cocina una comida. Un Wendigo muerde al Hulk Rojo en el hombro y la sangre que brota es radioactiva caliente. Le dispara al Wendigo en el pecho un par de veces con un rifle y hiere a la criatura, pero éste utiliza su larga cola para dañar alcance de su arma. Enfurecido, el Hulk Rojo revela que se calienta cuanto más loco se pone y luego mata a un Wendigo; los otros vienen a reclamar el cuerpo y se lo comen.
Los Wendigos comienzan su invasión a Las Vegas. Bruce Banner, en la pista del Hulk Rojo, es testigo de la manada de Wendigos matando en la sala de la zona de juego grande del Casino, todos agazapados sobre una fuente de agua con estatuas. Excitado cerca de una niña aterrorizada, se transforma en Hulk Gris. El Hulk Gris recibe ayuda en la lucha contra ellos del Caballero Luna, Ms. Marvel, Vigía y el Hermano Vudú. Golpeado contra algunos escombros, más tarde el Hulk Verde aparece. Sin embargo, los Wendigos infectan a Hulk convirtiéndolo en el "Wendihulk" que termina atacando a sus compañeros héroes. Los héroes lograron curar a Hulk y ahuyentar a los Wendigos.
Cuando los estudiantes de la Academia Vengadores tienen un encuentro con el ex sujeto de Norman Osborn Jeremy Biggs, se mencionó que la empresa de Biggs había comprado un Wendigo que mató a Steve (otro ex sujeto de Osborn con poderes basados en hielo).
Durante la historia Fear Itself, un Wendigo estaba entre los villanos de Alpha Flight reunidos por el Vindicator y Departamento H para difundir el programa "Unidad" del Amo del Mundo y acabar con Alpha Flight.
Como parte de la iniciativa de Marvel Comics 2012, Marvel NOW!, un Wendigo aparece como miembro del Departamento de H Omega Flight. Wendigo y el resto de Omega Flight son enviados por el Departamento H para investigar uno de los sitios donde se originó la Bomba de Origen Ex Nihilo en Regina, Canadá, una misión en la que Wendigo es asesinado.
Un Wendigo es luego reclutado por Kade Kilgore para unirse a la facultad de la Academia Hellfire del Club Fuego Infernal.
Un Wendigo es convocado a Las Vegas a través del pozo de los deseos de Tyrannus junto con Bi-Bestia, Fin Fang Foom, Umar y Arm'Cheddon para luchar contra Hulk. Este Wendigo es capaz de un discurso humano minimalista y se une a Bi-Bestia para usar los poderes del pozo para permitir que crezcan hasta unos treinta pies de altura para luchar contra Hulk. Sin embargo, ambas criaturas son derrotadas fácilmente por Hulk y son encarceladas junto con Arm'Cheddon en la Dimensión Oscura por Umar hasta que Tyrannus y Fin Fang Foom saquean la dimensión, lo que les permite escapar en el caos.
Una confrontación posterior entre dos empleados canadienses de la planta empacadora de carne resultó en que uno de ellos matara accidentalmente al otro, y el perpetrador intentara encubrirlo haciendo correr el cuerpo a través del molinillo de carne. Esto dio lugar a un brote masivo de la maldición de Wendigo, que se vio exacerbada en gran medida por la transmisión de la maldición a través de las heridas por mordedura infligidas por los wendigos, en un proceso similar a la licantrofia. Las limitaciones místicas de la Maldición del Wendigo previenen inicialmente una infección de este fenómeno más allá de las fronteras de Canadá. Con el incontrolable brote, la Gran Bestia Tanaraq (el "padre" de Wendigo) gana suficiente poder para derrocar a sus compañeros y pretende propagar la maldición en todo el mundo. Sin embargo, los esfuerzos combinados de los X-Men, las otras Bestias y el Guardián derrotan su plan, lo que resulta en la eliminación de la maldición.
Spider-Woman, con la ayuda de la Capitana Marvel y Puercoespín, más tarde cierra un restaurante canadiense que había estado sirviendo en secreto a sus clientes de carne humana en un intento por instigar otro brote de Wendigo.
Cuando Jimmy Hudson aparece en la Tierra-616 después de la historia de "Secret Wars" de 2015, la gente del pueblo lo confunde con un Wendigo y le dispara antes de que se produzca un ataque real de Wendigo. Recuperándose de la herida de bala, Hudson lucha contra el Wendigo.
Roxxon más tarde va en una expedición arqueológica para encontrar un Wendigo. Cuando un Wendigo ataca a un científico llamado Stirling Ella, ella es salvada por Arma H. Se reveló que el ejecutivo de Roxxon, el Sr. Banks, hizo que un minero llamado Philips Wagoner comiera una carne de Wendigo en el lugar donde se encontraba la Fiesta de Avingnon durante una tormenta de nieve. El resultado de esto convirtió a Philips Wagoner en un Ur-Wendigo que es más poderoso que cualquier Wendigo normal y puede crecer más cuando se come carne. El Ur-Wendigo alcanzó al Arma H y trató de comérselo entero solo para que apareciera el Doctor Strange. Como el Ur-Wendigo es inmune a los encantamientos, el Arma H tomó prestado el Hacha de Angarruo del Doctor Strange y se dejó comer por el Ur-Wendigo para matarlo desde dentro.

## Poderes y habilidades
El Wendigo posee una variedad de habilidades físicas sobrehumanas como resultado de la transformación por una maldición mística antigua. La maldición hace que cualquier persona que ingiere la carne de otro humano, mientras está en los bosques de Canadá, se transforme en el Wendigo.
El Wendigo posee fuerza sobrehumana física de un límite desconocido. Es sabido que el Wendigo posee fuerza suficiente para ir mano a mano con el Increíble Hulk.
Aparte de su enorme fuerza, los tejidos del cuerpo del Wendigo son considerablemente más fuertes que los de un ser humano, dotándolo de durabilidad sobrehumana. El cuerpo de un Wendigo puede resistir los tiros de una ametralladora de alto calibre sin sufrir lesiones. Si un Wendigo es herido, puede recuperarse del trauma físico con tremenda velocidad y eficiencia, dando lugar a la cita "si lo derribas, sólo se volverá a levantar". El pelaje denso que cubre el cuerpo del Wendigo le otorga inmunidad a las duras condiciones del clima frío extremo común en las zonas en las que el Wendigo ha aparecido. El Wendigo puede perder el conocimiento con la fuerza suficiente, como una lesión física grave y trauma, pero ha sido capaz de regenerarse de estar completamente destripado, incluyendo el tener su corazón extraído de su cuerpo. Sin embargo, el consumo de un corazón extirpado conferirá todos los poderes e incluso la forma del Wendigo de quien lo consume. No se sabe qué ataques de efecto psiónico tendría sobre o contra un Wendigo.
A pesar del gran tamaño del Wendigo, puede correr a una velocidad mayor que la de un atleta de nivel olímpico. La musculatura aumentada del Wendigo genera menos ácido láctico que los músculos de un ser humano, otorgándole niveles sobrehumanos de resistencia.
Los dedos y los pies del Wendigo están inclinados con garras afiladas y retráctiles que son capaces de atravesar incluso la piel de Hulk, una hazaña que suele reservarse para el Adamantium, debido a una combinación de la dureza de las garras y la fuerza física masiva del Wendigo.
A pesar de que cada Wendigo fue una vez un ser humano, en la mayoría de los casos, muy poco queda de la persona que era antes. Posee poca inteligencia y puede considerarse no sensible, y con la excepción de casos breves y poco frecuentes, es incapaz de recordar cosas de su vida anterior. También carece de la capacidad de hablar otra cosa que su propio nombre, al que a menudo gritará y repetirá durante sus ataques. Los hechiceros como Mauvais y Lorenzo han sido capaces de evitar este aspecto de la maldición, usando magia para ganar el poder del Wendigo, manteniendo su inteligencia y el poder de hablar.

## Otro Wendigo
En Amazing Spider-Man #277, una criatura llamada Wendigo aparece. Este Wendigo parecía ser un ser fantasmal cuya presencia en Nueva York provocó que una ventisca llegara. Aunque la criatura sólo hace su aparición al final del cómic, la historia hace evidente que está acechando a Spider-Man todo el tiempo que perseguía a un grupo de secuestradores. Este Wendigo parecía ser capaz de cambiar de tamaño y volverse invisible; también era reptiliano en aspecto y de color verde pálido.
En Spider-Man volúmenes #8-12 (la historia "Percepciones"), una criatura Wendigo es culpada por la muerte de varios niños cerca de Hope, Columbia Británica y aterrorizar a la ciudad. El alter ego de Spider-Man, Peter Parker, es enviado a tomar fotografías durante el frenesí de los medios que sigue. Wolverine, teniendo experiencia previa con las criaturas Wendigo y teniendo interés por el bienestar de la criatura, llega a la ciudad y contacta con Peter Parker directamente, buscando ayuda de Spider-Man. Juntos Spider-Man y Wolverine son capaces de determinar la verdadera causa de muerte entre los niños. El Wendigo en "Percepciones" tiene una apariencia muy similar a otras encarnaciones del Wendigo, sin embargo, parece ser una manifestación diferente. Por ejemplo, esta versión de Wendigo es más vulnerable al daño de los que lucharon contra Hulk, ya que sufre una herida importante de bala de un cazador, y sufre lesiones al ser golpeado por un coche. Además, no parece muy agresivo, a menos sea provocado, ni está interesado en consumir carne humana, alimentándose sobre todo de venados. De hecho, cuando el Wendigo se encuentra con el cadáver de un niño, la criatura intenta devolver el cuerpo a la ciudad en vez de consumirlo.

## Otras versiones

### Earth X
En la continuidad Earth X, aparece un giro único en el clásico Wendigo. Esta variación de Wendigo es distinto del anterior; mientras que la maldición del Wendigo aflige a una sola persona a la vez, un ejército de Wendigo se forma en esta continuidad, debido a la maldición que aflige a Jamie Madrox después de que decide comer a uno de sus propios cuerpos duplicados en respuesta al estricto racionamiento de comida que viene con la población animal en declive.

### MC2
El Wendigo hace otra aparición en la impresión MC2 de Marvel Comics, un futuro alternativo con, entre otros, los hijos de los actuales superhéroes de Marvel. En un número de Wild Thing, Hulk, el Doctor Extraño, Wolverine, y la hija de Wolverine Wild Thing encuentran un gran número de Wendigos, que resultan ser una tropa perdida de cachorros exploradores que habían comido a su líder. Doctor Extraño es capaz de eliminar la maldición de los hijos y eliminar su memoria de los eventos.

## En otros medios

### Televisión
- Wendigo apareció en The Incredible Hulk episodio "Y el viento llora ... ¡Wendigo!" con la voz de Leeza Miller McGee. En este programa, el Wendigo es una maldición puesta sobre un indio. Cuando el Wendigo capturó a Betty Ross, Hulk y el General Thunderbolt Ross tuvieron que trabajar juntos para salvarla.[cita requerida]
- Wendigo aparece en Wolverine and the X-Men episodio "Wolverine contra Hulk." Este Wendigo también muestra tener cuernos cuya picadura convierte a otros en Wendigos. En este episodio, Wolverine es abordado por Nick Furia para derrotar a Hulk en el yermo canadiense, pero descubre que los agentes de S.H.I.E.L.D. habían alistado previamente a Bruce Banner para ayudar a capturar y curar una criatura llamada el Wendigo cuando algunos de los agentes de S.H.I.E.L.D. fueron víctimas del Wendigo y se convirtió en Wendigos. Originalmente se creía que fue creado por una maldición mística, pero se revela más adelante que la criatura es en realidad un experimento del super-soldado de S.H.I.E.L.D. fallido llevado a cabo por Nick Fury. Con la ayuda de Hulk, Wolverine utilizó los dardos llenos de fórmula para curar a los agentes de S.H.I.E.L.D. y derrota al Wendigo.[35]
- Wendigo hace un cameo sin voz en The Avengers: Earth's Mightiest Heroes como un preso que escapa de la Balsa.
- Un grupo de Wendigo aparece en el especial de Disney+ LEGO Marvel Avengers: Código Rojo como parte de la colección del Coleccionista y se enfrentan a Wolverine y Hulk.
- Wendigo hace apariciones en varias caricaturas de Marvel vistas en Disney XD, con la voz de Dee Bradley Baker.
  - Wendigo aparece en la primera temporada de Avengers Assemble, episodio 12, "Vengadores: Imposible", que apareció en la Torre de los Vengadores por el Hombre Imposible con el fin de darle vida a su show en Falcon. Wendigo persigue a Hawkeye hasta que Hombre Imposible "friega la escena" al hacer que los malos desaparezcan.
  - Wendigo aparece en la primera temporada de Hulk and the Agents of S.M.A.S.H. episodio 10, "Apocalipsis Wendigo", cuando los Agentes de S.M.A.S.H. se encuentran con Wolverine durante sus vacaciones de Canadá, donde ha sido mordido por el Wendigo. El factor de curación de Wolverine le restaura a su estado normal como Wolverine establece que los Wendigos han mordido a la gente en la estación de esquí. Wolverine y los Agentes de S.M.A.S.H. se encuentran con los Wendigos donde van a parar la lucha contra ellos mientras tratan de no ser mordido o arañado. Hulk encuentra que los Wendigos están siendo controlados por el Rey Wendigo. Después de la primera pelea, A-Bomb descubre que ha sido arañado por un Wendigo. A-Bomb busca la información en la que deben acabar con la maldición Wendigo al derrotar al Rey. Cuando Wolverine y los Agentes de S.M.A.S.H. llegan cerca de la guarida del Rey Wendigo, terminan abriéndose paso más allá de la Wendigos a un tranvía como A-Bomb sucumbe al cero y se transforma en un Wendigo. Durante la lucha en el tranvía, Wolverine tuvo que cortar los cables del tranvía de escapar de los Wendigos. Hulk y Wolverine descubren que She-Hulk, Hulk Rojo y Skaar han sido infectados por el Wendigo y se han transformado en Wendigos. Hulk era reacio a luchar y termina arañado. Hulk termina rompiendo el lado de la montaña para provocar una avalancha que entierra a sus compañeros infectados. Hulk y Wolverine encuentran la guarida del Rey Wendigo y luchan más allá con los Wendigos con el fin de llegar al Rey Wendigo (cuya potencia es de otro mundo). Hulk y Wolverine tienen dificultades para combatir el Rey Wendigo hasta el punto de que Hulk se transforma en un Wendigo, mientras lucha contra la transformación. El uso de la bola rápida especial, Hulk lanza a Wolverine hacia el collar del Rey Wendigo, que deshace la maldición Wendigo en todo el mundo. Posteriormente, A-Bomb destruye los restos del collar de evadir una secuela de los Agentes de S.M.A.S.H. en la lucha contra el Wendigo.
  - Wendigo aparece también en Ultimate Spider-Man: Web Warriors, en el episodio 23, "Concurso de Campeones, parte 1", haciendo equipo con Molten Man y Kraven el Cazador, del equipo del Gran Maestro para acabar con Spider-Man, que hace equipo con Hulk y Iron Man, del equipo del Coleccionista. Spider-Man aprendió de Hulk sobre el Wendigo y se aconseja al no dejar que lo muerda o arañe. Spider-Man logró derrotar a Wendigo, haciendo que caiga en una de las trampas de Kraven el cazador y después de golpearlo con sus redes electrificadas.

### Película
- Un paquete de Wendigos aparece en Iron Man y Hulk: Heroes United, viendo cómo Hulk y Abominación luchan. Los Wendigos luego luchan contra Hulk y Iron Man en un cementerio, pero los Wendigos son rechazados por los dos Vengadores.

### Videojuegos
- El Wendigo appears en el arcade X-Men como el jefe de la Etapa 3. Regresa en la Etapa 7, como el segundo jefe de cinco después de Mole y antes de la Reina Blanca, en la base de Magneto en el Asteroide M.[cita requerida]

- Wendigo aparece como un jefe temprano en el videojuego X2: Wolverine's Revenge. Entre las escenas desbloqueables del juego hay un momento humorístico fuera de la continuidad que involucra al Wendigo entrando en un estudio de grabación (y teniendo problemas debido a su tamaño) y entregando su línea exclusiva ("WEN-DI-GO") al micrófono.[cita requerida]

- En el juego X-Men Origins: Wolverine' (basado en la película de 2009 del mismo nombre) hay prototipos de super-soldado llamados W.E.N.D.I.G.O.s (Experimento Militarizado de Incidentes Neurodindríticos Gamma Cero). De acuerdo con el tono algo realista de la serie de películas, éstos han sido genéticamente modificados super-soldados en lugar de seres malditos mágicamente, los sujetos son inyectados con un suero y la transformación es provocada por una descarga de adrenalina. Ellos son los jefes de las zonas del Arma X.[36][37]

- Wendigo aparece en el juego de iOS Avengers Initiative, como uno de los enemigos de Hulk.

- Wendigo aparece como un personaje malvado en Marvel Super Hero Squad Online.

- Marvel’s Guardians of the Galaxy (2021), Wendigo aparece como un mini jefe en el Capítulo 13: Against All Odds. Donde se revela que Wendigo fue expulsado de la Tierra en una nave de S.W.O.R.D y aterrizó forzosamente en Maklu IV donde habita Fin Fang Foom.